# Russell Arms
Pour les articles homonymes, voir Arms.
Russell Lee Arms (3 février 1920 – 13 février 2012) est un acteur et chanteur américain.

## Filmographie
| Année | Film                           | Role                               |  |
| ----- | ------------------------------ | ---------------------------------- |  |
| 1942  | L'Homme qui vint dîner         | Richard Stanley                    |  |
| 1942  | Les Chevaliers du ciel         | Louis 'Alabama' Prentiss           |  |
| 1942  | Always in My Heart             | Red                                |  |
| 1942  | Wings for the Eagle            | Pete Hanso                         |  |
| 1946  | Jalousie                       | Music Student                      |  |
| 1947  | That Way with Women            | Fred Spafford                      |  |
| 1947  | Mon père et nous               | Operator of Stock Quote Ticker     |  |
| 1947  | Stage to Mesa City             | Postal Inspector Hardy             |  |
| 1947  | The Fighting Vigilantes        | Henchman                           |  |
| 1947  | High Wall                      | Patient Awaiting Discharge Hearing |  |
| 1948  | Check Your Guns                | Hired Gunman                       |  |
| 1948  | Tornado Range                  | Killer Dorgan aka Ben Colton       |  |
| 1948  | Wallflower                     | Bobby                              |  |
| 1948  | The Checkered Coat             | Dr. Stevenson                      |  |
| 1948  | Daredevils of the Clouds       | Jimmy                              |  |
| 1948  | Retour sans espoir             | Officer Milliken                   |  |
| 1948  | Verdict secret                 | Nissen's Aide                      |  |
| 1948  | Quick on the Trigger           | Fred Reed                          |  |
| 1948  | Loaded Pistols                 | Larry Evans                        |  |
| 1948  | Smoky Mountain Melody          | Bruce 'Kid' Corby                  |  |
| 1949  | John Loves Mary                | Corporal                           |  |
| 1949  | L'Indésirable Monsieur Donovan | Frank Baker                        |  |
| 1949  | Sons of New Mexico             | Lt. Chuck Brunton                  |  |
| 1953  | La Maîtresse de papa           | Chester Finley                     |  |